# Савченко, Александр Георгиевич
Алекса́ндр Гео́ргиевич Са́вченко (30 марта 1951, Джамбул, Казахская ССР — 18 февраля 2022) — казахстанский политический и общественный деятель. Депутат Сената Парламента Республики Казахстан (2008—2014).

## Биография
Родился 30 марта 1951 года в городе Джамбуле.
В 1977 году окончил Джамбулский технологический институт легкой и пищевой промышленности по специальности «инженер-механик».
В 1991 году окончил Алматинский институт политологии и управления по специальности «преподаватель социально-политических дисциплин в высших и средних учебных заведениях».

## Трудовая деятельность
С 1968 по 1981 годы — слесарь, бригадир слесарей, главный механик кожевенных заводов.
С 1981 по 1985 годы — инструктор организационного отдела Центрального райкома партии, заместитель заведующего отделом развития отраслей промышленности.
С 1985 по 1989 годы — председатель Центрального районного комитета народного контроля города Джамбула.
С 1989 по 1991 годы — заместитель председателя Центрального райисполкома города Джамбула.
С 1991 по 1992 годы — председатель Джамбульской городской плановой комиссии; главный специалист отдела промышленности и энергетики Джамбулского облисполкома.
С 1992 по 1994 годы — заместитель заведующего отделом развития отраслей промышленности, энергетики и транспорта Жамбылской областной администрации.
С 1994 по 1995 годы — президент АО «Коммунмаш».
С 1995 по 1997 годы — заместитель акима города Жамбыл; заместитель акима Жамбылской области.
С 1997 по 2008 годы — первый заместитель акима Жамбылской области.

## Выборные должности, депутатство
С октября 2008 по октябрь 2014 года — депутат Сената Парламента Республики Казахстан от Жамбылской области. Член Комитета по экономическому развитию и предпринимательству.

## Награды и звания
- Орден Курмет (2003)[2]
- Орден Достык ІІ степени (2011)[3]
- Медаль «За отличие в предупреждении и ликвидации чрезвычайных ситуаций».
- Награждён правительственными и государственными медалями Республики Казахстан.
- Почётная грамота Совета МПА СНГ и др.
- Юбилейная медаль «20 лет Астане» (2018)[4].
- Награждён нагрудным знаком Первого Президента Республики Казахстан «Алтын барыс».
- Благодарственное письмо Первого Президента Республики Казахстан.
- Медаль «За укрепление парламентского сотрудничества» (28 ноября 2013 года, Межпарламентская ассамблея СНГ) — за особый вклад в развитие парламентаризма, укрепление демократии, обеспечение прав и свобод граждан в государствах — участниках Содружества Независимых Государств[5].